# Хемскерк
Хемскерк (нидерл. Heemskerk) — город и одноимённая община в Нидерландах.

## География и экономика
Город Хемскерк расположен на западе Нидерландов, у побережья Северного моря, в провинции Северная Голландия, в 22 километрах к северо-западу от Амстердама и в 14 километрах южнее Алкмара. От морского побережья центр города отделяет 5-километровая полоса дюн высотой до 25 метров, частично поросшая лесом. Площадь общины составляет 27,43 км². Численность населения равна 38 892 человека (на 2010 год). Плотность населения — 1478 чел./км².
Ранее для жителей общины одним из важнейших источников доходов было выращивание клубники. Ныне большинство из них работает на предприятиях и фирмах соседнего Амстердама и других городов.

## История
Первое письменное сообщение о Хемскерке относится к 1063 году. В XII—XIII веках эта территория была местом постоянных столкновений между западными фризами и графами Голландии. В этот период и позднее здесь строятся пограничные бурги, в том числе сохранившиеся до наших дней замки Маркетт (1271) и Ассюмбюрг (1546).

## Известные уроженцы и жители
- В 1498 году в Хемскерке родился художник Мартин ван Хемскерк; у построенной здесь в XVI столетии реформатской церкви стоит ему памятник.
- Паул Схёйт (1957) — известный нидерландский бизнесмен и ИТ-предприниматель.
- Рафаэл Ван дер Варт (1983) — известный нидерландский футболист, игрок сборной Нидерландов.